# Greußenheim
Greußenheim ist eine Gemeinde im unterfränkischen Landkreis Würzburg (Bayern).

## Geographie
Der Ort Greußenheim liegt 15 Kilometer westlich von Würzburg in einer Talsenke.

### Gemeindegliederung
Es gibt drei Gemeindeteile (in Klammern der Siedlungstyp)
- Greußenheim (Pfarrdorf)
- Obere Mühle (Einöde)
- Untere Mühle (Einöde)

Es gibt nur die Gemarkung Greußenheim. Der Ortsneckname der Greußenheimer ist Zwiewldrader (Zwiebeltreter).

### Nachbargemeinden
- Leinach
- Hettstadt
- Waldbüttelbrunn
- Uettingen
- Remlingen
- Birkenfeld

## Name

### Etymologie
Dem ursprünglichen Flurnamen liegt das althochdeutsche Wort gruzzi oder grûz zugrunde, das Sandkorn bedeutet. Er ging von der Flur auf den Ort über. Der zweite Namensteil -heim ist sekundär und wurde erst im 17. Jahrhundert erweitert.

### Frühere Schreibweisen
Frühere Schreibweisen des Ortes aus diversen historischen Karten und Urkunden:
| - 1136 Gruzzi - 1227 Grvzen - 1270 Gruzen - 1293 Gruzzen - 1303 Griczen - 1304 Gruezzen - 1338 Greussen | - 1342 Grueszen - 1379 Greussen - 1465 Grewssen - 1655 Greüsenheimb - 1747 Greusenheim - 1800 Greussenheim - 1904 Greußenheim |

## Geschichte

### Bis zur Gemeindegründung
Als Teil des Hochstiftes Würzburg kam Greußenheim im Reichsdeputationshauptschluss 1803 an die Grafen Löwenstein-Wertheim. Beide gehörten ab 1500 zum Fränkischen Reichskreis. 1806 wurde es Bestandteil des badischen Mediatamtes Steinfeld, das 1816 an Österreich abgetreten wurde. Im Rezess von Frankfurt 1819 fiel es an Bayern und wurde dort als politische Gemeinde gebildet.

### Einwohnerentwicklung
- 1970: 1097 Einwohner
- 1987: 1251 Einwohner
- 1991: 1329 Einwohner
- 1995: 1480 Einwohner
- 2000: 1605 Einwohner
- 2005: 1633 Einwohner
- 2010: 1582 Einwohner
- 2015: 1606 Einwohner
- 2020: 1634 Einwohner

Im Zeitraum 1988 bis 2018 stieg die Einwohnerzahl von 1252 auf 1589 um 337 Einwohner bzw. um 26,9 %. 2007 hatte die Gemeinde 1646 Einwohner.

## Politik
Die Gemeinde ist ein Mitglied der Verwaltungsgemeinschaft Hettstadt.
- BmG: 7
- CSU: 5

CSU einschließlich FWG

### Gemeinderat
Der Gemeinderat besteht aus der Ersten Bürgermeisterin und 12 Mitgliedern. Bei der Gemeinderatswahl vom 15. März 2020 haben von den 1.348 stimmberechtigten Bürgern 995 von ihrem Wahlrecht Gebrauch gemacht, womit die Wahlbeteiligung bei 73,81 % lag.

### Bürgermeisterin
Bei der Bürgermeisterwahl vom 15. März 2020 wurde Karin Kuhn (Bürgermitte Greußenheim) mit 75,71 % der Stimmen als Erste Bürgermeisterin wieder gewählt. Sie ist seit 1. Mai 2014 ehrenamtliche Bürgermeisterin.

### Steuereinnahmen
Im Jahr 2019 betrugen die Gemeindesteuereinnahmen 2.153.000 Euro, davon waren 881.000 Euro (netto) Gewerbesteuereinnahmen.

### Wappen
| Wappen von Greußenheim | Blasonierung: „Gespalten von Gold und Blau; vorne ein senkrechter blauer Schlüssel, hinten übereinander drei goldene Rosen.“ |
| Wappen von Greußenheim | Führung seit 1976. Das Wappen geht zurück auf ein Gerichtssiegel aus dem Jahr 1555.                                          |

### Greußenheimer Zwiebeltreter
Gelegentlich verleiht die Gemeinde die Ehrung Zwiebeltreter an Personen des öffentlichen Lebens, die sich um die Gemeinde verdient gemacht haben. Der Name spielt auf die Bezeichnung der Greußenheimer Bevölkerung als Zwiebeltreter an, die auf die gehäuft vor Ort angebauten Zwiebeln zurückgeht.

### Partnergemeinden
Seit 1995 existiert eine Partnerschaft mit der Gemeinde Valfabbrica in Umbrien, Italien.

### Allianz Waldsassengau
Seit dem 20. November 2014 ist Greußenheim zusammen mit zwölf weiteren Gemeinden in der Allianz Waldsassengau organisiert. Der Verein dient der interkommunalen Zusammenarbeit.

## Baudenkmäler
- Katholische Pfarrkirche St. Bartholomäus (ca. 12.–19. Jh.)

## Wirtschaft und Infrastruktur

### Wirtschaft
Das Gewerbegebiet Untere Mühle und Untere Mühle II liegt zwischen Greußenheim und der Bundesstraße 8, mit einer nahen Auffahrt zur Bundesautobahn 3.
In dem Gewerbegebiet findet regelmäßig die Greußenheimer Gewerbeschau statt.
Am 30. Juni 2019 gab es nach der amtlichen Statistik 555 sozialversicherungspflichtig Beschäftigte am Arbeitsort. 236 von diesen arbeiteten im Wirtschaftsbereich Handel, Verkehr, Gastgewerbe und 40 Unternehmensdienstleister. Sozialversicherungspflichtig Beschäftigte am Wohnort gab es insgesamt 779. Im verarbeitenden Gewerbe gab es einen Betrieb, im Bauhauptgewerbe ebenfalls einen Betrieb.
Einer der größeren Betriebe ist die Memo AG, ein Versandhandelsunternehmen für ökologischen Bürobedarf.
Im Jahr 2016 bestanden 19 landwirtschaftliche Betriebe mit einer landwirtschaftlich genutzten Fläche von mindestens zwei Hektar (ha), die eine Fläche von insgesamt 1295 ha bewirtschafteten; davon waren 1075 ha Ackerland und 192 ha Dauergrünland. Seit dem 1. Mai 1992 wird auf dem Gut Greußenheim (ehemals Rümker-Hof) zwischen Greußenheim und Hettstadt von Mitgliedern und Freunden der Glaubensgemeinschaft Universelles Leben biologischer Landbau betrieben.

### Verkehr
Die Buslinie 480 des Verkehrsverbunds Nahverkehr Mainfranken verbindet den Ort Greußenheim mit der Innenstadt von Würzburg, die mit dem Bus in etwa 20 Minuten erreicht werden kann.

### Bildung
Im Jahr 2020 gab es einen Kindergarten mit 99 Kindergartenplätzen, in dem 98 Kinder von 16 Personen betreut und gefördert wurden.

## Vereine
- Malteser Hilfsdienst
- Musikverein Greußenheim e. V.
- Freiwillige Feuerwehr Greußenheim e. V.
- Greußenheimer Gesangsverein e. V.
- Sportverein Greußenheim e. V.
- Obst- und Gartenbauverein Greußenheim
- St. Vinzenzverein Greußenheim e. V.
- Pfadfinderinnenschaft St. Georg (PSG)

## Gemeindepartnerschaften
- Valfabbrica, Italien, seit 1995

## Trivia
Eine Sage berichtet, dass die Ehefrau von Kaiser Karl dem Großen, die begleitet von ihrer Tochter Gertrudis, verbannt worden war und sich mit ihrer Tochter in der unter dem Schutz des Kaisers stehenden Benediktinerabtei Neustadt am Main aufhielt, auf Wunsch Gertrudis eine Gerichtsverhandlung erhielt, bei der die Unschuld der Kaiserin festgestellt wurde, woraufhin der Kaiser mit ihr auf die Karlsburg bei Karlstadt, wo er zu dieser Zeit weilte, zurückkehrte. Die Rechtsprechung soll der Sage gemäß in der Gemarkung von Greußenheim unweit von Remlingen neben einem Fußweg von Birkenfeld nach Hettstadt stattgefunden haben, wo auf kaiserliche Anordnung jahrhundertelang weiterhin Gerichte abgehalten worden sein sollen. Die mit Steinen gekennzeichnete Stelle wurde „Kaiser Karls Gericht“ genannt.

## Persönlichkeiten
- Adam Stegerwald (1874–1945), christlicher Gewerkschafter und Politiker, Mitbegründer der CSU
- Michael Freudensberger (1879–unbekannt), Landrat
- Hans Kohl (1887–1975), der Vater des Bundeskanzlers Helmut Kohl, stammt aus Greußenheim, wo die Familie seit vielen Generationen ansässig ist.